# Батуми
Батуми (груз. ბათუმი) је други по величини град Грузије и главни град аутономне републике Аџарије. Батуми је главна лука Грузије на Црном мору. Према процени из 2015. у граду је живело 154.100 становника.
Батуми се налази на равном полуострву у близини ушћа реке Чорух у Црно море. Град је окружен брдским ланцима који представљају подножје планина Мали Кавказ. Стари град је поред мора, док су предграђа у брдима.
Батуми је основан као старогрчка колонија под именом Батис. Назив потиче од грчке фразе батис лимин, што значи „дубока лука“. Турци су заузели овај град у 17. веку, а 1873. су га преузели Руси. Већ 1890-их Батуми је био једна од значајних светских извозних лука (вуна, манган, дрво, свила, нафта). Јосиф Стаљин је овде организовао штрајкове 1901. године. После Првог светског рата град је прелазио из турских у британске руке, а најзад је уговором између Совјетског Савеза и Турске 18. марта 1921. године припао Совјетском Савезу. Тада је формирана аутономна република Аџарија.
Јула 2007. уставни суд Грузије је пресељен из Тбилисија у Батуми.

## Становништво
Према процени, у граду је 2015. живело 154.100 становника.
| 1989.   | 2002.   | 2015.   |
| ------- | ------- | ------- |
| 136.609 | 121.221 | 154.100 |

## Партнерски градови
- Бари
- Сан Себастијан
- Савана
- Пиреј
- Кисловодск
- Трабзон
- Ванадзор
- Волос
- Јалта
- Бургас
- Марбеља
- Кушадаси
- Верона
- Орду
- Тернопољ
- Њу Орлеанс
- Јалова
- Нахчиван
- Даугавпилс
- Артвин
- Рио де Жанеиро
- Цибо
- Миколајив
- Агџабеди
- Ашдод
- Доњецк
- Брест
- Урумћи